# Vol. 4
Vol. 4 – czwarty album grupy Black Sabbath. Zawiera m.in. utwory "Changes" i "Snowblind". Podczas nagrywania tego albumu muzycy Black Sabbath przeżywali apogeum zachwytu nad narkotykami, czego efektem są m.in. zamieszczone na okładce "Podziękowania dla wspaniałej firmy COCA cola w L.A.", oraz utwór "FX" – według legendy nagrany przez Iommiego w stanie zupełnego "odlotu".

## Lista utworów
| 1.  | "Wheels of Confusion/The Straightener" | 8:00  |
|     |                                        |       |
| 2.  | "Tomorrow's Dream"                     | 3:10  |
|     |                                        |       |
| 3.  | "Changes"                              | 4:45  |
|     |                                        |       |
| 4.  | "FX"                                   | 1:40  |
|     |                                        |       |
| 5.  | "Supernaut"                            | 4:43  |
|     |                                        |       |
| 6.  | "Snowblind"                            | 5:31  |
|     |                                        |       |
| 7.  | "Cornucopia"                           | 3:54  |
|     |                                        |       |
| 8.  | "Laguna Sunrise"                       | 2:52  |
|     |                                        |       |
| 9.  | "St. Vitus' Dance"                     | 2:27  |
|     |                                        |       |
| 10. | "Under the Sun/Every Day Comes & Goes" | 5:51  |
|     |                                        |       |
|     |                                        | 42:53 |
|     |                                        |       |

## Twórcy
- Ozzy Osbourne – wokal
- Geezer Butler – gitara basowa, instrumenty klawiszowe
- Tony Iommi – gitara, instrumenty klawiszowe
- Bill Ward – perkusja
- Patrick Meehan – produkcja
- Colin Caldwell, Vic Smith – inżynierowie